# 修女傳
《修女傳》（英語：The Nun's Story）是一部1959年美國劇情片。電影改編自凱瑟琳·胡姆在1956年出版的同名小說。電影的主演是奧黛麗·赫本，導演是佛烈·辛尼曼。電影獲得了紐約影評人協會獎的最佳女演員獎和最佳導演獎、金球獎、英國電影學院獎等獎項，並且獲得了奧斯卡獎的多項提名。
影片講述了一個修女的故事，女主角在少女時自願進入一座比利時修道院成為修女。身為一位修女，首先要學習對教會奉獻的戒律──緘默、謙卑及自治等首要的處世之道。隨後，她到研究熱帶病理的醫學院就學，因與同學爭執而被告知凡事必須克制、要奉獻上帝，不可堅持自我。畢業後她被調至剛果，在那兒認識了一位無神論的醫生，對方常嘲笑她的宗教信仰，不久，她因病被送回比利時。時值二次大戰爆發，醫院旁砲聲隆隆，修女們卻被要求繼續工作、不管戰爭。比利時淪陷後，她參加了敵後工作，愛心使她無法再繼續保持修道者的沉默和自制。當她聽聞父親被殺害的消息時，終於决定請求還俗。
參與《修女傳》的演出，對赫本的人生觀造成很大的影響。隨著拍攝過程造訪精神病院、痲瘋病人的看護所，還與志願工作者談過話，並實地觀察過醫院的手術過程後，她第一次感覺到精神如此充實飽滿，「我的內在擁有了一種全新的安祥與平靜，一些對我來說曾經似乎很重要的東西，如今都完全不再重要了。」她回憶道。當製片劇組到非洲的剛果拍攝外景時，赫本一開始因為無法習慣當地的氣候，出現了水土不服的狀況。在艱辛的拍攝過程中，身體嚴重脫水的赫本還有腎結石的現象。未料，赫本後來竟然漸漸喜歡上了非洲，她說，在那裡可以看到世界上最純樸、最善良的人們。人的命運本來自有上天巧妙安排，息影後的赫本，也終於再以聯合國親善大使的身份重返非洲。她懷着一顆虔誠的愛心奔赴那個充滿苦難的大地，雖然已是老年之身，卻宛如注定要來完成什麼似地做著年輕時曾在工作中做過的事。

## 外部連結
- 互联网电影数据库（IMDb）上《修女傳》的资料（英文）